# Herculano Alvarenga
Herculano Marcos Ferraz de Alvarenga (Taubaté, 7 de novembro de 1947) é um médico e cientista paleontólogo brasileiro. É considerado um dos principais estudiosos de aves extintas do mundo.

## Formação
Herculano Alvarenga formou-se em medicina pela Faculdade de Medicina de Taubaté (ligado à Unitau) em 1973. Posteriormente, especializou-se em ortopedia, traumatologia e medicina do trabalho. Dedicando-se principalmente ao estudo de fósseis de aves, ele se doutorou em zoologia, em 1999, pela Universidade de São Paulo.

## Estudos e atividades
Alvarenga foi o primeiro brasileiro a estudar fósseis de pássaros no país. Também é o fundador e o diretor do Museu de História Natural de Taubaté. O museu é um dos principais da área da história natural no Brasil e tem seu acervo composto principalmente dos fósseis da antiga coleção de Herculano Alvarenga. Sua coleção chegou a possuir cerca de 1.600 exemplares de fósseis registrados, representando cerca de 500
espécies de aves extintas com procedência diversa, mas com boa parte referente ao estado de São Paulo.
Em 2002, o paleontólogo decidiu doar toda sua coleção à Fundação de Apoio à Ciência e à Natureza (Funat), organização que ele ajudou a fundar e que é atualmente a instituição mantenedora do Museu de História Natural de Taubaté.
Quanto às suas descobertas, a mais importante delas ocorreu há cerca de 30 anos, quando Herculano Alvarenga encontrou o fóssil de uma ave gigante que viveu há mais de 20 milhões de anos entre Caçapava e Cachoeira Paulista. Os ossos foram localizados em Tremembé e até hoje são os únicos da espécie Paraphysornis brasiliensis já encontrados em todo o mundo. A ave era carnívora e pesava em media 200 quilos. Também podia atingir mais de 2 metros de altura. Após o interesse de museus de todo o mundo, o pesquisador começou a elaborar réplicas em tamanho real. Uma delas está no Museu de História Natural de Taubaté hoje em dia.